# Lípa u svatého Václava
Lípa u svatého Václava je památný strom rostoucí v Litomyšli, městě v centrální části Pardubického kraje ve středu České republiky. K jeho vyhlášení došlo na základě rozhodnutí městského úřadu v Litomyšli ze dne 22. dubna 2009, které vešlo v právní účinnost 13. května téhož roku. Stáří stromu lípy malolisté (Tilia cordata) je odhadováno na dvě stě let. V sousedství stromu se nachází socha svatého Václava z 18. století, jejímž autorem je pravděpodobně místní umělec Bartoloměj Hendrich.

## Galerie

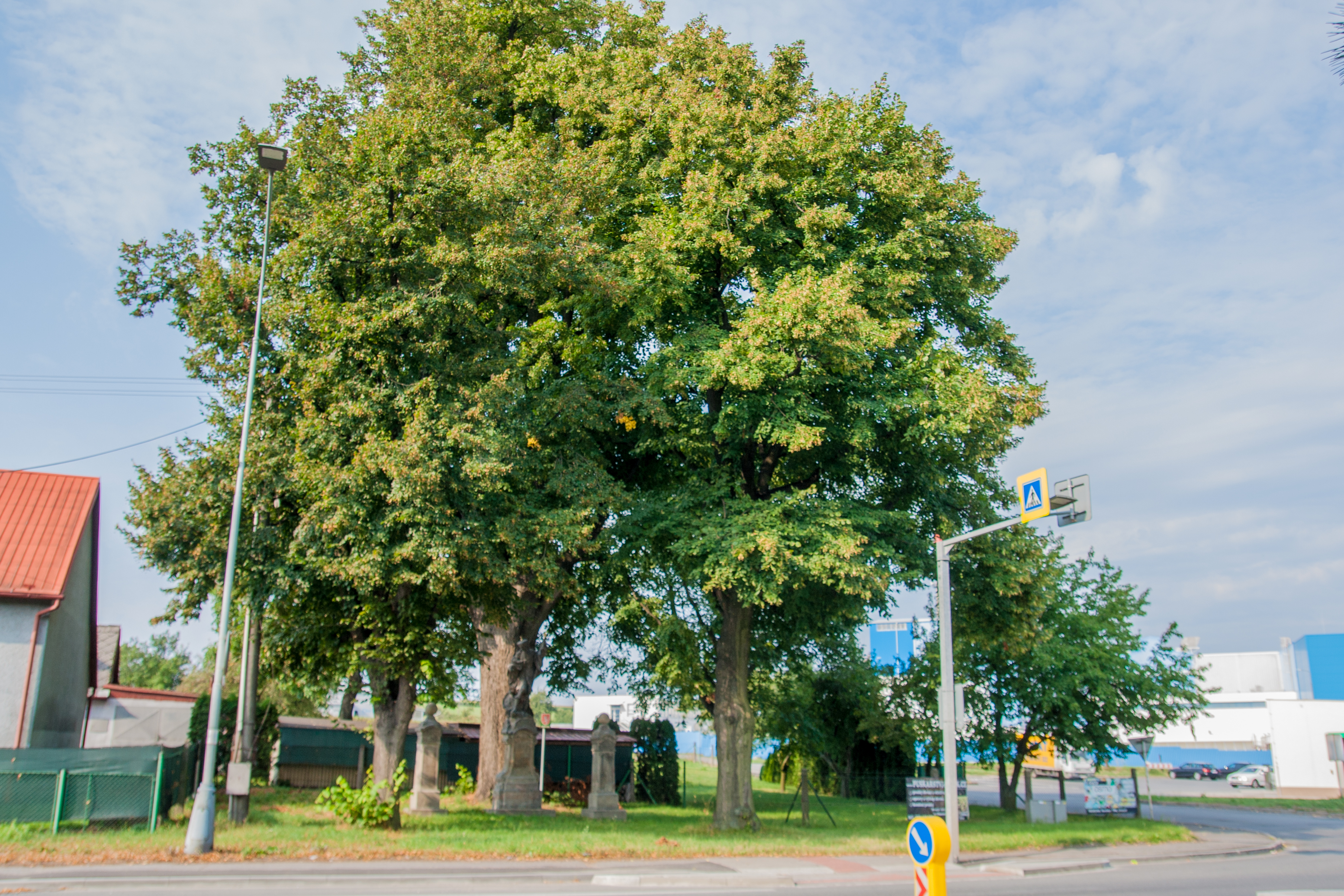
Pohled ze Sokolovské ulice (2019)
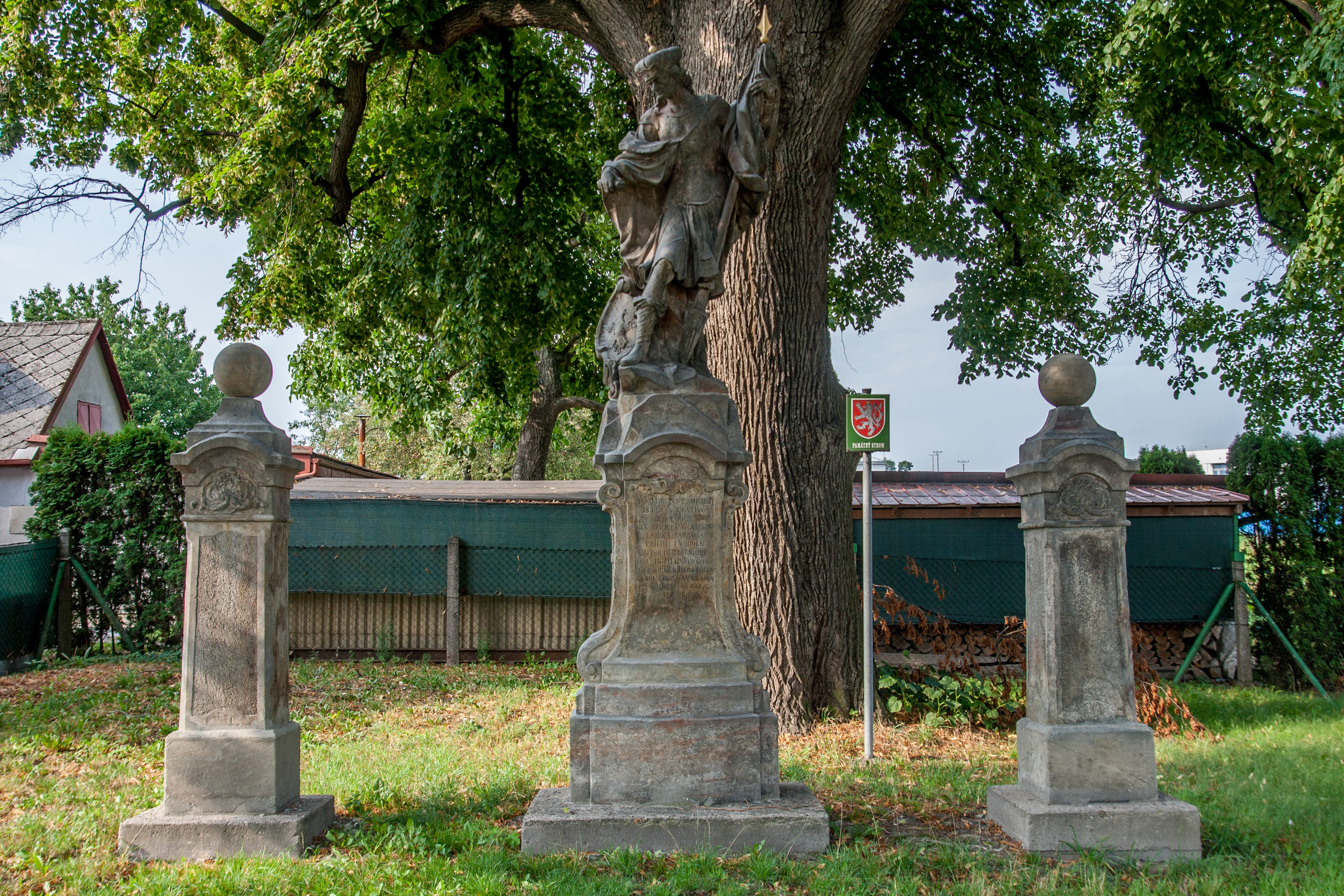
Socha sv. Václava u stromu
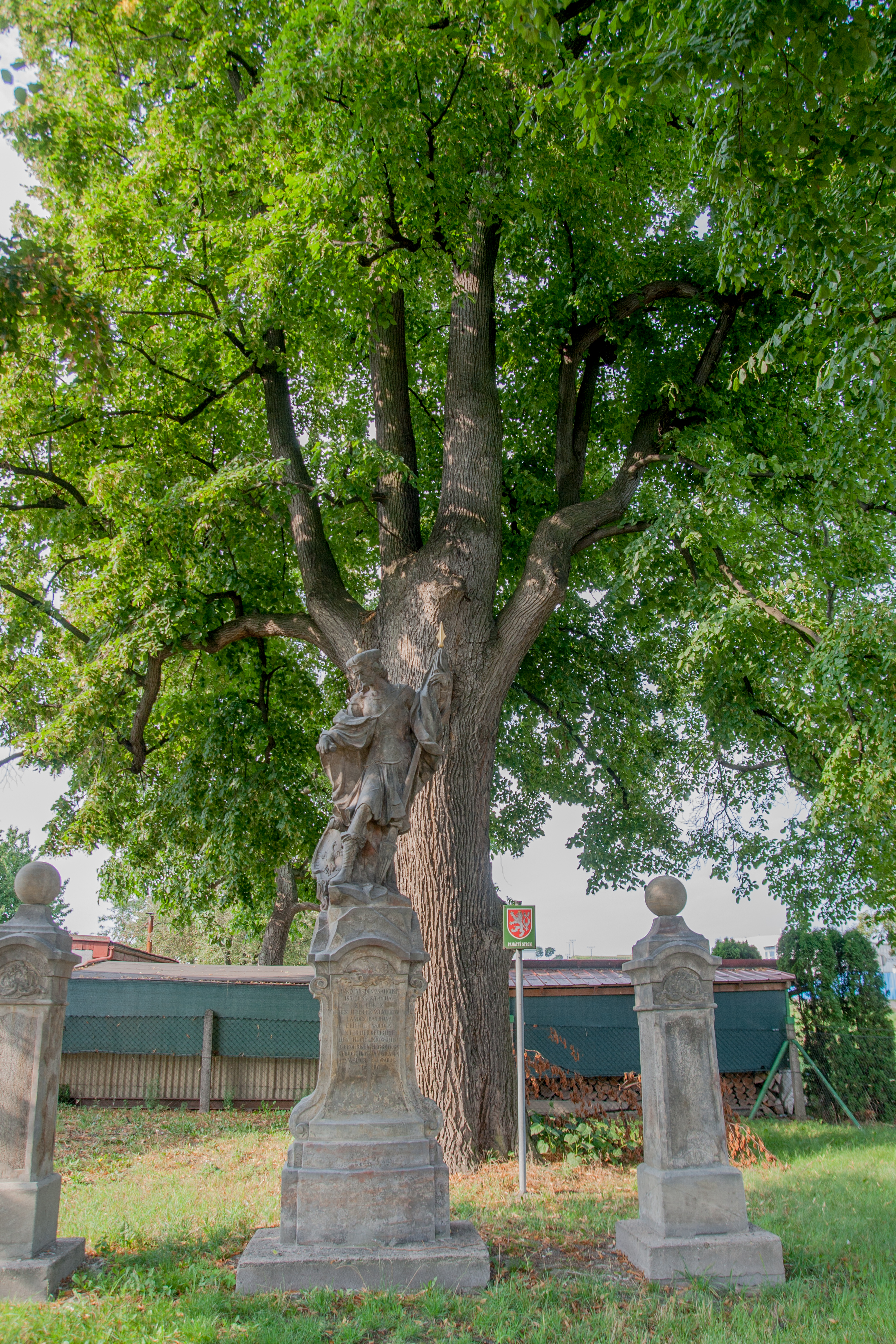
Koruna (2019)